# Zornia
Zornia is een geslacht uit de vlinderbloemenfamilie (Fabaceae). De soorten komen voor in (sub)tropisch Azië, Australië, Afrika, Zuid-Amerika, Centraal-Amerika en zuidelijk Noord-Amerika.

## Soorten
- Zornia acuta S.T.Reynolds & A.E.Holland
- Zornia adenophora (Domin) Mohlenbr.
- Zornia albiflora Mohlenbr.
- Zornia albolutescens Mohlenbr.
- Zornia apiculata Milne-Redh.
- Zornia areolata Mohlenbr.
- Zornia baliensis Mohlenbr.
- Zornia bracteata J.F.Gmel.
- Zornia brasiliensis Vogel
- Zornia brevipes Milne-Redh.
- Zornia burkartii Vanni
- Zornia cantoniensis Mohlenbr.
- Zornia capensis Pers.
- Zornia cearensis Huber
- Zornia chaetophora F. Muell.
- Zornia contorta Mohlenbr.
- Zornia crinita (Mohlenbr.) Vanni
- Zornia cryptantha Arechav.
- Zornia curvata Mohlenbr.
- Zornia diphylla (L.) Pers.
- Zornia disticha S.T.Reynolds & A.E.Holland
- Zornia durumuensis De Wild.
- Zornia dyctiocarpa DC.
- Zornia echinata Mohlenbr.
- Zornia echinocarpa (Meissner) Benth.
- Zornia filifoliola Pittier
- Zornia fimbriata Mohlenbr.
- Zornia flemmingioides Moric.
- Zornia floribunda S.T.Reynolds & A.E.Holland
- Zornia gardneriana Moric.
- Zornia gemella (Willd.) Vogel
- Zornia gibbosa Span.
- Zornia glabra Desv.
- Zornia glaziovii Harms
- Zornia glochidiata DC.
- Zornia guanipensis Pittier
- Zornia harmsiana Standl.
- Zornia hebecarpa Mohlenbr.
- Zornia herbacea Pittier
- Zornia intecta Mohlenbr.
- Zornia laevis Schltdl. & Cham.
- Zornia lasiocarpa A.R.Molina
- Zornia latifolia Sm.
- Zornia leptophylla (Benth.) Pittier
- Zornia linearis E. Mey.
- Zornia maritima S.T.Reynolds & A.E.Holland
- Zornia megistocarpa Mohlenbr.
- Zornia microphylla Desv.
- Zornia milneana Mohlenbr.
- Zornia muelleriana Mohlenbr.
- Zornia multinervosa Bacigalupo
- Zornia muriculata Mohlenbr.
- Zornia myriadena Benth.
- Zornia nuda Vogel
- Zornia oligantha S.T.Reynolds & A.E.Holland
- Zornia orbiculata Mohlenbr.
- Zornia ovata Vogel
- Zornia pallida Mohlenbr.
- Zornia papuensis Mohlenbr.
- Zornia pardina Mohlenbr.
- Zornia pedunculata S.T.Reynolds & A.E.Holland
- Zornia piurensis Mohlenbr.
- Zornia pratensis Milne-Redh.
- Zornia puberula Mohlenbr.
- Zornia punctatissima Milne-Redh.
- Zornia quilonensis Ravi
- Zornia ramboiana Mohlenbr.
- Zornia ramosa S.T.Reynolds & A.E.Holland
- Zornia reptans Harms
- Zornia reticulata Sm.
- Zornia sericea Moric.
- Zornia setosa Baker f.
- Zornia sinaloensis Mohlenbr.
- Zornia songeensis Milne-Redh.
- Zornia stirlingii Domin
- Zornia tenuifolia Moric.
- Zornia thymifolia Kunth
- Zornia trachycarpa Vogel
- Zornia ulei Harms
- Zornia vaughaniana Mohlenbr.
- Zornia venosa Mohlenbr.
- Zornia vestita Mohlenbr.
- Zornia virgata Moric.
- Zornia walkeri Arn.
- Zornia zollingeri Mohlenbr.

... · 
Abrus · 
Acacia · 
Acosmium · 
Adenanthera · 
Adenocarpus · 
Adenodolichos · 
Adenopodia · 
Adesmis · 
Aenictophyton · 
Aeschynomene · 
Afzelia · 
Aganope · 
Albizia · 
Alhagi · 
Alysicarpus · 
Amblygonocarpus · 
Amherstia · 
Andira · 
Angylocalyx · 
Aotus · 
Anthyllis · 
Arachis · 
Archidendropsis · 
Aspalathus · 
Astragalus (hokjespeul) · 
Austrosteenisia · 
Baphia · 
Bauhinia · 
Brachystegia · 
Bolusafra · 
Butea · 
Caesalpinia · 
Cajanus · 
Calicotome · 
Carmichaelia · 
Carrissoa · 
Cassia · 
Castanospermum · 
Ceratonia · 
Chamaecytisus · 
Cicer · 
Clianthus · 
Clitoria · 
Cordyla · 
Coronilla · 
Crotalaria · 
Cyamopsis · 
Cyclopia (honingbos) · 
Cytisus · 
Dalbergia · 
Daviesia · 
Delonix · 
Derris · 
Dialium · 
Dicraeopetalum · 
Dichrostachys · 
Dipteryx · 
Enterolobium · 
Eperua · 
Erythrina (koraalboom) · 
Erythrophleum · 
Faidherbia · 
Genista (heidebrem) · 
Glycine · 
Glycyrrhiza · 
Hardenbergia · 
Hovea · 
Indigofera · 
Inga · 
Lathyrus · 
Lens · 
Lonchocarpus · 
Lotus (rolklaver) · 
Lupinus (lupine) · 
Macrotyloma · 
Medicago (rupsklaver) · 
Melilotus (honingklaver) · 
Mimosa · 
Mora · 
Myroxylon · 
Newtonia · 
Onobrychis · 
Ononis (stalkruid) · 
Ormosia · 
Ougeinia · 
Pachyrhizus · 
Parkia · 
Parkinsonia · 
Parochetus · 
Pericopsis · 
Phaseolus · 
Physostigma · 
Pisum (erwt) · 
Prosopis · 
Psophocarpus · 
Psoralea · 
Pterocarpus · 
Pueraria · 
Racosperma · 
Robinia · 
Rothia · 
Securigera · 
Senegalia · 
Senna · 
Serianthes · 
Sesbania · 
Sophora · 
Spartium · 
Sphenostylis · 
Streblorrhiza · 
Strongylodon · 
Stylosanthes · 
Styphnolobium · 
Swainsona · 
Tamarindus · 
Tephrosia · 
Teramnus · 
Tetragonolobus · 
Tetrapleura · 
Trifolium (klaver) · 
Trigonella (hoornklaver) · 
Ulex · 
Uraria · 
Vachellia · 
Vicia (wikke) · 
Vigna · 
Viminaria · 
Virgilia · 
Wisteria (blauweregen) · 
Zornia · 
Zygocarpum · 
...